# Junonia obscurata
Junonia obscurata är en fjärilsart som beskrevs av Kivirikko 1936. Junonia obscurata ingår i släktet Junonia och familjen praktfjärilar. Inga underarter finns listade i Catalogue of Life.